# Хомички (Мозырский район)
Хомички (бел. Хамічкі) — деревня в Слободском сельсовете Мозырского района Гомельской области Беларуси.

## География

### Расположение
В 14 км на запад от Мозыря, от железнодорожной станции Мозырь (на линии Калинковичи — Овруч), 147 км от Гомеля.

## Транспортная сеть
Транспортные связи по просёлочной, затем автодорогам, которые отходят от Мозыря. Планировка состоит из 2 параллельных между собой улиц (одна длинная, вторая короткая) широтной ориентации, застроенных деревянными крестьянскими усадьбами. Часть деревни составляет новая кирпичная застройка для переселенцев из радиационно загрязнённых мест после катастрофы на Чернобыльской АЭС в 1986 году.

## История
По письменным источникам известна с XVIII века как деревня в Мозырском повете Минского воеводства Великого княжества Литовского. После 2-го раздела Речи Посполитой (1793 год) в составе Российской империи. В 1795 году деревня Хомичок. Дворянин Ленкевич владел в 1876 году в деревнях Хомички и Прудок 2985 десятинами земли и 2 трактирами. В 1879 году обозначена как село в Скрыгаловском церковном приходе. Согласно переписи 1897 года деревня и усадьба. В 1908 году в Слобода-Скрыгаловской волости Мозырского уезда Минской губернии. В 1917 году деревня и фольварк.
С начала 1920-х годов действовала школа, которая размещалась в наёмном крестьянском доме. В 1923 году организована коммуна (первый колхоз на Мозырщине с названием «Мина»). В 1931 году жители вступили в колхоз. Во время Великой Отечественной войны 40 жителей погибли на фронте. Согласно переписи 1959 года в составе колхоза имени В. И. Ленина (центр — деревня Слобода). Работал клуб.

## Население

### Численность
- 2004 год — 115 хозяйств, 272 жителя.

### Динамика
- 1795 год — 16 дворов, 84 жителя.
- 1869 год — 121 житель.
- 1897 год — 36 дворов 204 жителя; в усадьбе 2 двора, 14 жителей (согласно переписи).
- 1908 год — 39 дворов, 218 жителей.
- 1917 год — в деревне 288 жителей, в фольварке 80 жителей.
- 1925 год — 76 дворов.
- 1959 год — 494 жителя (согласно переписи).
- 2004 год — 115 хозяйств, 272 жителя.